# Sekretariat Brewe Apostolskich
Sekretariat ds. Brewe Apostolskich – dawna instytucja Kurii Rzymskiej, zajmująca się przygotowywaniem i wysyłaniem brewe apostolskich, czyli krótkich pism papieskich, o charakterze mniej uroczystym niż bulle.

## Historia i kompetencje
Brewe apostolskie jako forma pisma papieskiego upowszechniło się w XV wieku. Początkowo ich redagowaniem (podobnie jak innych pism papieskich) zajmowali się niżsi rangą prałaci tytułowani jako skryptorzy lub sekretarze apostolscy. Byli oni zgrupowani w kolegium. W 1487 papież Innocenty VIII zwiększył liczbę tych sekretarzy z sześciu do dwudziestu czterech, a ich kolegium przemianował na Sekretariat Apostolski. W ramach tego Sekretariatu w ciągu XVI wieku wyspecjalizowały się urzędy zajmujące się redagowaniem pism określonego typu. Jednym z nich był Sekretariat ds. Brewe Apostolskich, którego początki sięgają pontyfikatu Leona X (1513–1521), a jako wyodrębniona i w pełni ukształtowana instytucja poświadczony jest za pontyfikatu Pawła IV (1555–1559). W 1678, w wyniku rozwiązania Sekretariatu Apostolskiego przez Innocentego XI, uzyskał on pełną autonomię w ramach Kurii Rzymskiej.
Sekretariat ds. Brewe Apostolskich zajmował się przygotowywaniem i wysyłaniem brewe o charakterze wewnątrzkościelnym, dotyczącym takich kwestii jak odpusty, indulty, dyspensy itp., co powodowało zresztą, że jego kompetencje niekiedy krzyżowały się z innymi urzędami, takimi jak np. Dataria Apostolska, Kancelaria Apostolska czy Kongregacja ds. Odpustów i Świętych Relikwii. Natomiast korespondencja papieża z władcami czy urzędowa korespondencja z kościelnymi hierarchami leżała w kompetencji innych urzędów (Sekretariat Listów do Książąt, Sekretariat Listów Łacińskich).
W wyniku reformy Piusa X w 1908 Sekretariat ds. Brewe został włączony w skład Sekretariatu Stanu Stolicy Apostolskiej, jako jego tzw. trzecia sekcja, zwana Kancelarią Brewe Apostolskich. Kancelaria ta zniesiona została przez Pawła VI w 1973.

## Kardynałowie prefekci i sekretarze ds. Brewe Apostolskich
Sekretarz ds. Brewe był początkowo zwykłym duchownym, podlegającym nadzorowi kardynała noszącego tytuł prefekta Sygnatury Brewe Apostolskich. Wszystkie brewe przygotowywane przez sekretarza musiały zostać zatwierdzone przez kardynała prefekta. Sytuacja ta zaczęła się jednak zmieniać pod koniec XVII wieku. W 1686 papież Innocenty XI mianował ówczesnego sekretarza ds. Brewe Johannesa Sluse kardynałem i jednocześnie pozostawił go na dotychczasowym stanowisku. Cztery lata później tę samą godność od papieża Aleksandra VIII otrzymał kolejny sekretarz Giovanni Francesco Albani, który również pozostał na tym stanowisku. Kiedy w 1698 zmarł prefekt Sygnatury Brewe Apostolskich Paluzzo Paluzzi Altieri, papież Innocenty XII scedował jego uprawnienia na kardynała sekretarza Albaniego, ale bez formalnego mianowania go na ten urząd. Gdy w 1700 Albani został papieżem Klemensem XI, również zaniechał mianowania kardynała prefekta, zaś nowy sekretarz, Fabio Olivieri, w 1715 otrzymał kapelusz kardynalski. Od tej pory wszyscy kolejni sekretarze ds. Brewe byli kardynałami, zaliczanymi ex officio do tzw. familii papieskiej, czyli grona najbliższych współpracowników papieża.

### Kardynałowie prefekci Sygnatury ds. Brewe Apostolskich
- Lorenzo Pucci (1513–1531)
- Girolamo Ghinucci (1535–1541)
- Marcello Crescenzi (jako bp Marsi 1541-1542, jako kardynał 1542–1552)
- Giacomo Puteo (1552–1563)
- Jean Suau (1563–1566)
- Ugo Boncompagni (1566–1572)
- Giovanni Aldobrandini (1572–1573)
- Marcantonio Bobba (1573–1575)
- Flavio Orsini (1575–1581)
- Marco Antonio Maffei (1581–1583)
- Matthieu Cointerel (1583–1585)
- Scipione Lancelotti (1585–1598)
- Pietro Aldobrandini (1598–1621)
- Ludovico Ludovisi (1621–1632)
  - Girolamo Vidoni, proprefekt (1630–1632)
- Antonio Barberini (1632–1671)
  - Camillo Francesco Maria Pamphili, proprefekt (1645–1647)
  - Benedetto Odescalchi, proprefekt (1647–1650?)
- Paluzzo Paluzzi Altieri (1671–1698)

### Sekretarze ds. Brewe
Od końca XVII wieku wszyscy kolejni sekretarze ds. Brewe Apostolskich byli kardynałami, choć trzej pierwsi spośród nich nominację kardynalską uzyskali dopiero po objęciu tego urzędu. Wcześniej urząd ten sprawowali na ogół niżsi rangą duchowni.
- Pietro Bembo (1513–1520) i Jacopo Sadoleto (1513–1521)
- Blosio Palladio (1522-1550) i Benedetto Accolti (1523–1527)
- Galeazzo Florimonte (1550-1552) i Romolo Amaseo (1550-1552)
- Paolo Sadoleto (1552-1555?)
- Giovanni Barengo (1555–1559)
- Francesco Aragonia (1559–1560)
- Cesar Glorier (1560-1584)
- Giovanni Battista Canobi (1584?-1586)
- Tommaso Gualteruzzi (1586-1589?)
- Marcello Vestri Barbiani (1589-1606)
- kard. Scipione Cobelluzzi (1606-1623), kard. od 1616
- Ulpiano Volpi (1623-1627)
- Marco Aurelio Maraldi (1627-1651)
- Gian Francesco Caetani (1651-1652)
- Walter Ganthier (1652-1659)
- Stefano Ugolini (1659-1670)
- kard. Johannes Walter Sluse (1670–1687), kard. od 1686
- kard. Giovanni Francesco Albani (1687–1700), kard. od 1690, papież Klemens XI od 1700-1721
- kard. Fabio Olivieri (1700–1738), kard. od 1715
- kard. Domenico Passionei (1738–1761)
- kard. Nicolò Maria Antonelli (1761–1767)
- kard. Andrea Negroni (1767–1775)
- kard. Innocenzo Conti (1775–1785)
- kard. Romoaldo Braschi-Onesti (1787–1817)
  - kard. Leonardo Antonelli, prosekretarz (1808)
  - kard. Charles Erskine, prosekretarz (1808–1809)
- kard. Ercole Consalvi (1817–1824)
- kard. Giuseppe Albani (1824–1834)
- kard. Emmanuele De Gregorio (1834–1839)
- kard. Luigi Lambruschini (1839–1854)
- kard. Vincenzo Macchi (1854–1860)
- kard. Gabriele della Genga (1860–1861)
- kard. Gaspare Bernardo Pianetti (1861–1862)
- kard. Benedetto Barberini (1862–1863)
- kard. Niccola Clarelli Paracciani (1863–1872)
- kard. Fabio Maria Asquini (1872–1878)
- kard. Domenico Carafa della Spina (1879)
- kard. Teodolfo Mertel (1879–1884)
- kard. Flavio Chigi (1884–1885)
- kard. Mieczysław Ledóchowski (1885–1892)
- kard. Serafino Vannutelli (1892–1893)
- kard. Luigi Serafini (1893–1894)
- kard. Gaetano de Ruggiero (1894–1896)
- kard. Luigi Macchi (1896–1907)